# 醫療爭議調解中心
醫療爭議調解中心（葡萄牙語：Centro de Mediação de Litígios Médicos）是根據第5/2016號法律《醫療事故法律制度》及第4/2017號行政法規《醫療爭議調解中心》設立的法定合議性機構，於2017年正式運作，隸屬於衛生局並由其提供行政支援。中心的設立目的在於提供一個中立、公正的平台，協助患者與醫療機構以非訴訟方式解決醫療爭議，減少訴訟衝突，促進醫患和解與溝通。
調解中心以保障雙方合法權益及維護醫療秩序為原則，處理對象涵蓋所有在澳門特別行政區範圍內提供或接受醫療服務的個案。其調解過程採自願、保密、非強制性原則運作，並在有需要時可轉介至醫療事故鑑定委員會進行技術鑑定。

## 沿革
- 2016年8月29日，《第 5/2016號法律──醫療事故法律制度》刊登於《澳門特別行政區公報》，為後續設立各項醫療事故處理機制奠定法律基礎。[3]
- 2017年2月20日，發布《第 4/2017號行政法規──醫療爭議調解中心》，規範中心組織與調解程序，並於2月26日正式生效開始運作。[2]
- 2017年2月22日，衛生局公佈由行政長官及社會文化司委任之中心協調員與調解員名單，標誌中心正式成立並全面啟動醫療賠償爭議調解工作。[5]
- 2017年，中心正式開展醫療事故賠償調解，調解程序以自願、保密、不影響訴訟權利為原則。[5]
- 2021年2月24日，發布《第 31/2017號行政長官批示》，確定調解員的服務費用收取標準並完善中心運作機制。[6]

## 組織架構
醫療爭議調解中心的組織架構由協調員與調解員構成，整體由衛生局提供行政及技術支援：
- 協調員（一人）：負責中心的全面領導與運作管理。
- 調解員（若干）：由行政長官或社會文化司按行政程序委任，須具備醫療、法律或相關領域背景及調解技巧。[9]
- 行政及技術支援：由衛生局提供，包括場地、文書、紀錄保存及資料調配等支援工作。

| 職位   | 職責                                         |
| ------ | -------------------------------------------- |
| 協調員 | 領導中心，處理申請初審與調解流程管理         |
| 調解員 | 執行具體調解任務，主持會議並協助雙方達成協議 |

## 職能
醫療爭議調解中心的主要職能如下：
- 處理涉及醫療服務的賠償或責任爭議，提供非訴訟的調解平台；
- 根據當事人自願原則，協助病人與醫療機構就醫療爭議進行溝通與協商；
- 在調解過程中促成雙方達成協議，避免訴訟程序；
- 向醫療事故鑑定委員會提出技術鑑定申請，以支援調解判斷；
- 為醫患雙方提供相關法律、醫療資訊，促進理解與共識；
- 協助統計與分析本地醫療爭議趨勢，以作為政策參考；
- 維護調解過程之保密性、中立性與專業性。

調解程序採取非強制性原則，當事人可於任何階段撤回申請，並保留向法院提出訴訟的權利。